# Xã Richmond, Quận Winona, Minnesota
Xã Richmond (tiếng Anh: Richmond Township) là một xã thuộc quận Winona, tiểu bang Minnesota, Hoa Kỳ. Năm 2010, dân số của xã này là 699 người.